# Elizabeth Arden
Florence Nightingale Graham (31 Tháng Mười Hai 1878 - 18 tháng 10 năm 1966), theo tên doanh nghiệp Elizabeth Arden, là một nữ doanh nhân người Mỹ gốc Canada, sáng lập nên Elizabeth Arden, Inc. và xây dựng đế chế mỹ phẩm ở Hoa Kỳ. Đến năm 1929, bà sở hữu 150 salon hảo hạng trên khắp Hoa Kỳ và châu Âu. 1000 sản phẩm của bà được tiêu thụ trên thị trường xa xỉ ở 22 quốc gia. Bà là chủ sở hữu duy nhất và ở đỉnh cao sự nghiệp của mình, là một trong những phụ nữ giàu có nhất trên thế giới.

## Tiểu sử
Arden sinh năm 1878 ở Woodbridge, Ontario, Canada. Bố mẹ bà đã di cư đến Canada từ Cornwall, Anh Quốc vào những năm 1870. Cha bà, William Graham, là người Scotland và mẹ bà, Susan, là người Cornish và đã sắp xếp cho người cô giàu có ở Cornwall để trả tiền cho việc học hành của con mình. Arden bỏ học ở trường điều dưỡng ở Toronto.
Sau đó, cô cùng với người anh trai ở Manhattan, làm kế toán một thời gian ngắn cho Công ty Dược phẩm E. R. Squibb. Trong khi đó, Arden đã dành nhiều giờ trong phòng thí nghiệm, học về chăm sóc da. Sau đó cô làm việc - một lần nữa - cho Eleanor Adair, một người theo chủ nghĩa văn hoá thời thơ ấu, như một "cô gái điều dưỡng".
Trong salon của bà và thông qua các chiến dịch tiếp thị, Elizabeth Arden nhấn mạnh việc dạy phụ nữ cách áp dụng trang điểm và đi tiên phong trong các khái niệm khoa học về mỹ phẩm, làm đẹp, phối hợp màu sắc của mắt, môi và trang điểm trên khuôn mặt.
Elizabeth Arden chịu trách nhiệm thiết kế trang điểm cho phù hợp và thích hợp - thậm chí cần thiết - đối với hình ảnh quý cô, trước đó trang điểm thường liên quan đến tầng lớp thấp kém và gái mại dâm. Bà đã nhắm mục tiêu vào tuổi trung niên và những phụ nữ giản dị mà những sản phẩm làm đẹp hứa hẹn đem đến hình ảnh trẻ trung, xinh đẹp. Trong chính trị, Elizabeth Arden là một người bảo thủ mạnh mẽ ủng hộ đảng Cộng hòa.

### Sự nghiệp

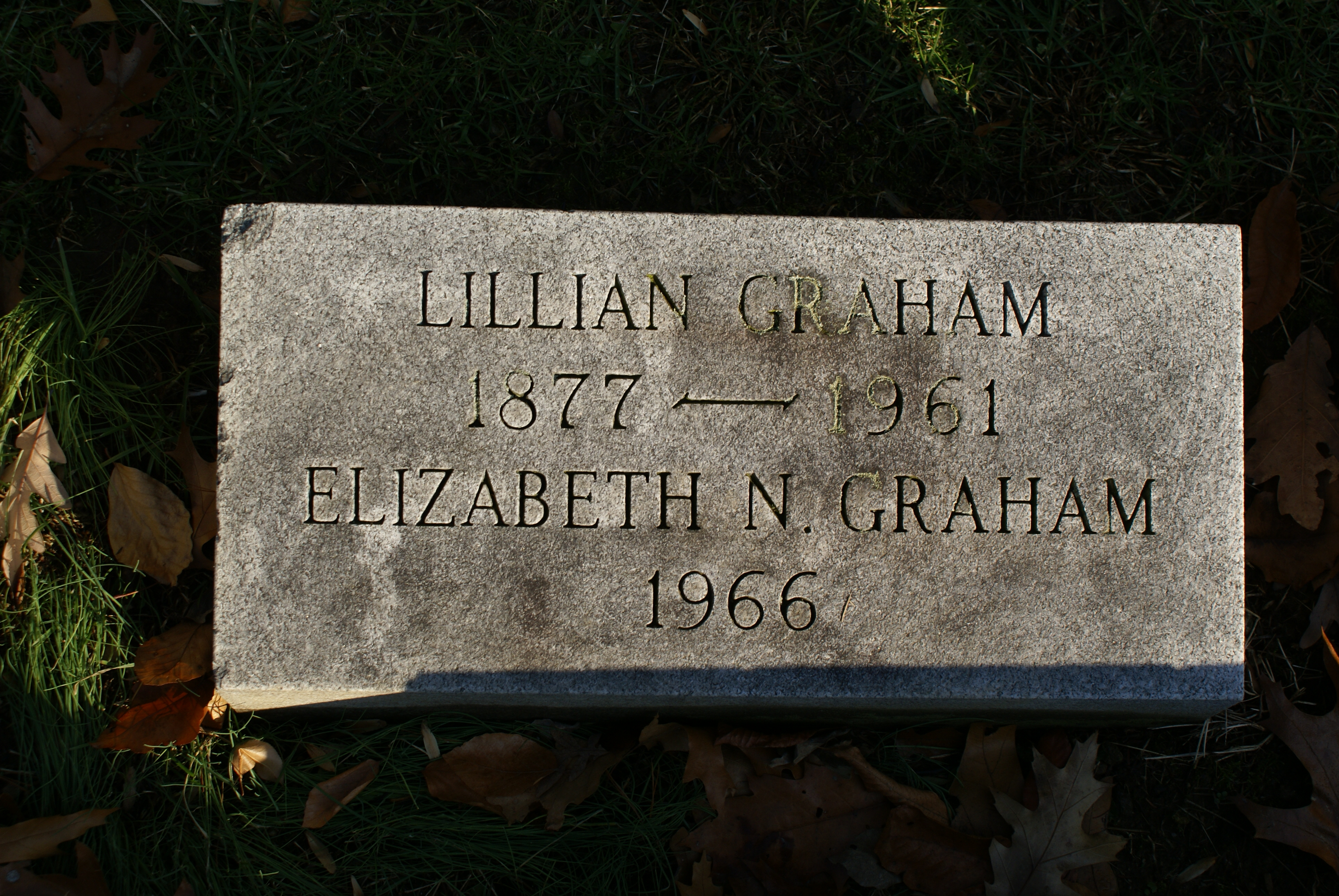
Đá chân nền của Elizabeth Arden.

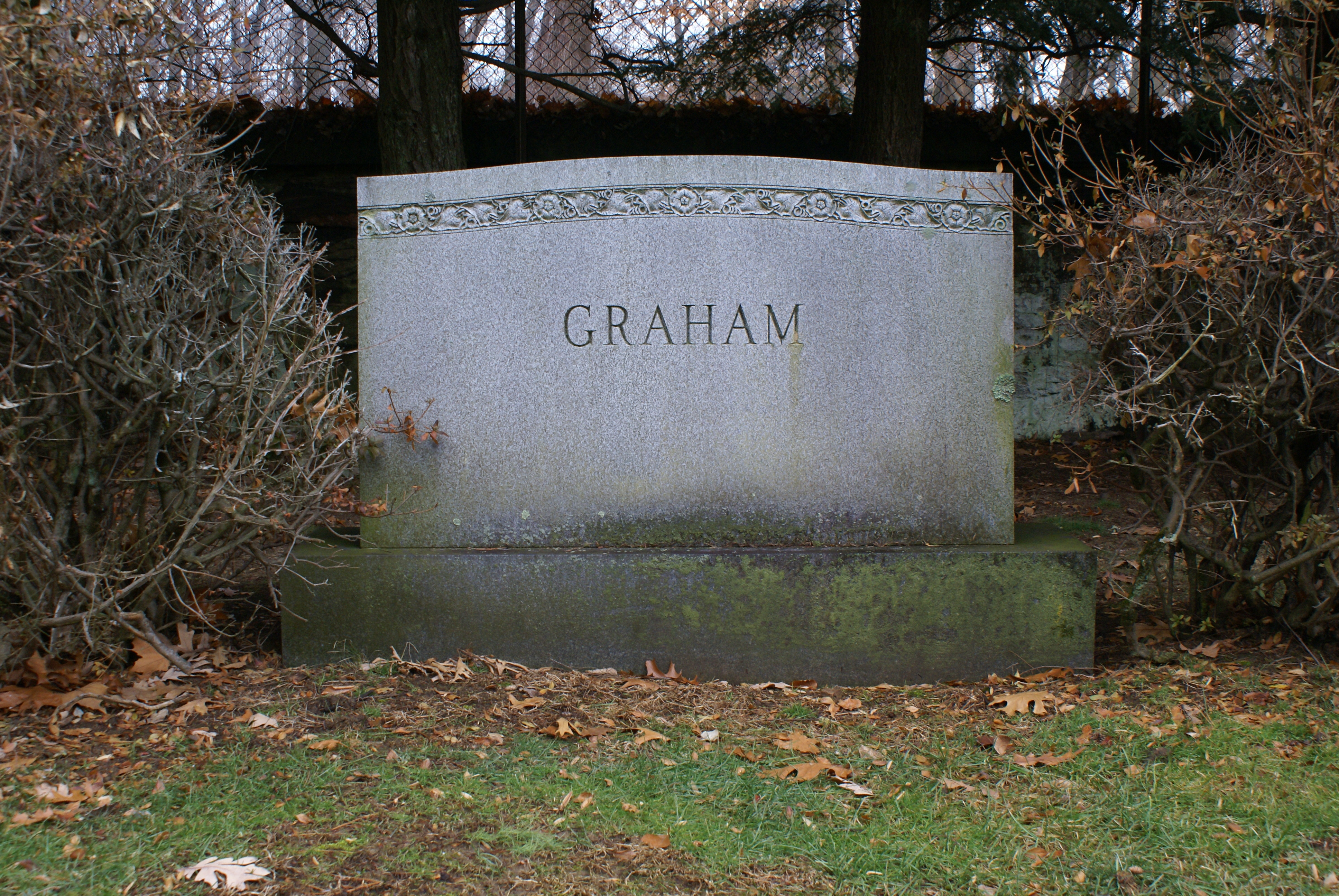
Ngôi mộ của Elizabeth Arden tại nghĩa trang Sleepy Hollow.

Năm 1909, Arden hợp tác với Elizabeth Hubbard, một nhà truyền giáo khác. Quan hệ kinh doanh đã giải thể sau sáu tháng. Graham, người muốn có một tên thương mại, đã sử dụng "Elizabeth" để tiết kiệm tiền trên bảng hiệu salon của mình. Bà đã chọn họ, "Arden", từ một trang trại gần đó. Vì vậy tên thương mại "Elizabeth Arden" được hình thành. Từ đó, Arden thành lập, vào năm 1910, salon Red Door tại New York, đã duy trì đồng nghĩa với tên của bà kể từ đó (xem Elizabeth Arden, Inc.).
Năm 1912, Arden đi đến Pháp để học kỹ thuật làm đẹp và massage khuôn mặt ở thẩm mỹ viện Paris. Bà trở lại với bộ sưu tập phấn má hồng và phấn nhuộm mà bà đã tạo ra. Bà bắt đầu mở rộng hoạt động quốc tế của mình vào năm 1915, bắt đầu khai trương các salon trên toàn thế giới. Năm 1934, bà mở cửa khu nghỉ dưỡng Maine Chance ở Rome, Maine, spa chăm sóc sắc đẹp đầu tiên tại Hoa Kỳ; hoạt động cho đến năm 1970.
Năm 1962, chính phủ Pháp đã trao tặng Arden huân chương Bắc Đẩu Bội tinh, công nhận sự đóng góp của bà cho ngành công nghiệp mỹ phẩm.
Năm 1966, Arden qua đời tại bệnh viện Lenox Hill tại Manhattan. Bà đã được an táng trong nghĩa trang Sleepy Hollow ở Sleepy Hollow, New York, dưới cái tên Elizabeth N. Graham.